# Diada de Tots Sants 2010

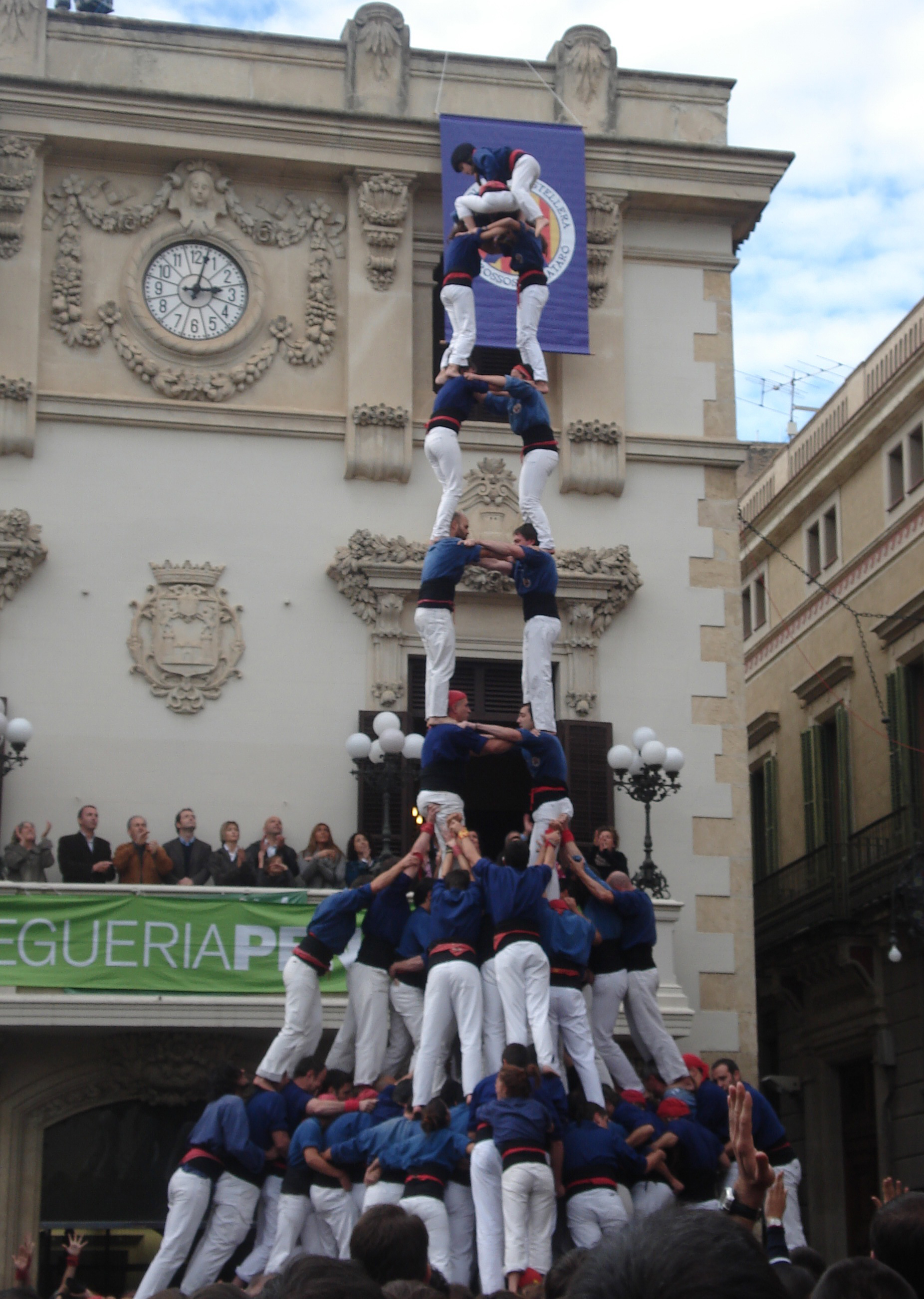
Primer 2 de 9 amb folre i manilles descarregat pels Capgrossos de Mataró, castell amb què esdevingueren una colla de gamma extra.

La diada castellera de Tots Sants celebrada el dilluns 1 de novembre del 2010 a Vilafranca del Penedès, va passar a formar part de la història per diversos motius i especialment per descarregar-se per primer cop en la història castellera el 2 de 8 sense folre, una fita d'extraordinària dificultat assolida pels Castellers de Vilafranca. Els vilafranquins també van descarregar el 4 de 9 amb folre i agulla i per segon cop en la història descarregaren el 3 de 9 amb folre i agulla. Finalment a la ronda de pilars van acabar descartant l'inèdit pilar de 9 amb folre, manilles i puntals i amb un pilar de 8 amb folre i manilles descarregat van completar el que significava la segona millor actuació de la història. Aquesta actuació de quatre castells de gamma extra descarregats només ha estat superada per la que els vilafranquins realitzaren en la Diada de Sant Fèlix 2005, tot i que en aquella ocasió hi ha haver 3 castells només carregats.
Per la seva banda els Capgrossos de Mataró van descarregar per primer cop el 2 de 9 amb folre i manilles, entrant així en el selecte grup de colles que han fet almenys un castell de gamma extra: Colla Jove Xiquets de Tarragona, Colla Joves dels Xiquets de Valls, Colla Vella dels Xiquets de Valls, Minyons de Terrassa i els mateixos Castellers de Vilafranca.
Els Castellers de Lleida van intentar per primer cop en la seva història realitzar un castell de nou, però van fracassar amb el 3 de 9 amb folre. Finalment, els Castellers de Sants van descarregar per primera vegada en la seva història el 4 de 9 amb folre, en el primer intent que feien d'aquest castell, i van carregar el 3 de 9 amb folre.

## Colles participants, castells assolits i puntuació
| Castellers de Vilafranca | Pde4cam, 4de9fa, 2de8sf, 3de9fa, Pde8fm, 9 pilars de 4 simultanis. |  |
| Capgrossos de Mataró     | Pde4cam, 3de9f, 4de9f, 2de9fm, 2 pilars de 5 simultanis            |  |
| Castellers de Lleida     | Pde4cam, 4de8, 3de9f (i), 3de8, 2de7, 2 Pde5 i 2 pde4              |  |
| Castellers de Sants      | Pde4cam, 4de9f, 3de9f (c), 2de8f, Vano de 5                        |  |

- *(f) folre, (m) manilles, (c) carregat, (i) intent, (id) intent desmuntat, (a) agulla, (s) aixecat per sota.

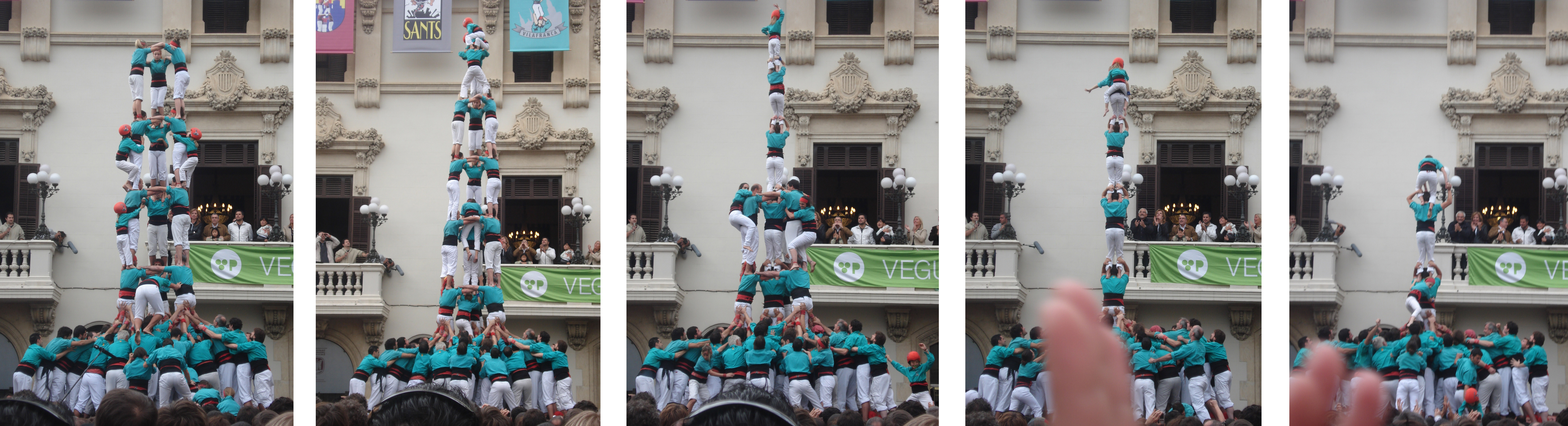
3 de 9 amb folre i l'agulla dels Castellers de Vilafranca